# Pasquale Angelosanto
Pasquale Angelosanto (Sant'Elia Fiumerapido, 25 luglio 1958) è un generale italiano; fu comandante del ROS dei Carabinieri dal 2017 al 2023. È particolarmente noto per aver condotto l'operazione che ha portato all'arresto del celebre latitante Matteo Messina Denaro.

## Biografia
Dal 1979 al 1983 ha frequentato l’Accademia Militare di Modena e la Scuola Ufficiali dell’Arma di Roma. Nel 1983, per due anni, è stato comandante di Plotone presso la Scuola Allievi Carabinieri di Benevento. Nel marzo del 1985, gli è stato affidato il comando della Tenenza di Santo Stefano di Camastra, in provincia di Messina, che ha retto sino al novembre del 1987. Dal 16 novembre 1987 sino al 27 ottobre 1992 è stato comandante del Nucleo Operativo del Gruppo Napoli II di stanza a Castello di Cisterna (NA), con competenza sull’hinterland napoletano, svolgendo indagini sulla camorra dell’area vesuviana, conseguendo – tra gli altri risultati operativi – l’arresto del latitante Carmine Alfieri, capo della camorra napoletana (11.09.1992).
L’Ufficiale – nel grado di capitano – ha comandato la Sezione “Catturandi” e la 3ª Sezione del Reparto Criminalità Organizzata del ROS di Roma e, dal 1994 al 1995, ha frequentato il Corso d’Istituto per Capitani dell’Arma e successivamente è stato nominato comandante della Sezione Anticrimine di Roma, che ha retto – nei gradi di Maggiore e di Tenente Colonnello – sino al 2002, interessandosi di eversione e terrorismo interni e di criminalità organizzata nel Lazio, seguendo le indagini sugli omicidi del Prof. Massimo d’Antona e del Prof. Marco Biagi, uccisi dalle Brigate Rosse, e sulle attività della cosca della ‘ndrangheta Ruga – Gallace – Novella, operante tra Anzio e Nettuno (Roma).
Dal 2002 al 2007, è stato direttore del Raggruppamento Operativo Centrale del Sisde (ora A.I.S.I.), occupandosi di terrorismo interno (Brigate Rosse – II Posizione) e internazionale.
Promosso Colonnello il 1º gennaio 2005, dal 2007 al 2009, è stato comandante del Reparto Indagini Tecniche del ROS Centrale, dove ha seguito importanti progetti tecnico-operativi, in raccordo con le più avanzate polizie e gendarmerie europee, e indagini tecniche in supporto ai reparti territoriali dell’Arma.
Dal 21 settembre 2009 al 29 luglio 2012 è stato comandante provinciale di Reggio Calabria, ove ha conseguito importanti risultati operativi nel contrasto alla ‘ndrangheta e alle sue proiezioni nazionali e internazionali.
Dal 30 luglio 2012 al 29 luglio 2014 è stato Vice Comandante del Raggruppamento Operativo Speciale (ROS).
Dal mese di luglio 2014 fino allo stesso mese del 2015 è stato Comandante del Raggruppamento Carabinieri Investigazioni Scientifiche (RACIS). Dal 3 agosto 2015 fino al mese di settembre 2017 è stato Comandante del III Reparto “Telematica” dello Stato Maggiore all’interno del Comando generale dell’Arma dei Carabinieri. 
Dal 2 ottobre 2017 è Comandante del Raggruppamento Operativo Speciale (ROS), con sede in Roma, fino al 2023.
Nel gennaio 2024 è nominato dal governo Meloni Coordinatore nazionale per la lotta all'antisemitismo.

## Onorificenze
- Croce al merito dell'Esercito